# Genlisea barthlottii
Genlisea barthlottii är en tätörtsväxtart som beskrevs av S. Porembski, Eb. Fischer och B. Gemmel. Genlisea barthlottii ingår i släktet Genlisea och familjen tätörtsväxter. Inga underarter finns listade i Catalogue of Life.